# Corporación Cultural Amereida
La Corporación Cultural Amereida, es la continuidad institucional de la entidad fundada en 1969 bajo el nombre de Cooperativa de Servicios Profesionales Amereida Ltda. o simplemente Cooperativa Amereida, y cuya existencia y estatutos fueron aprobados el 30 de marzo de 1970, a través del Diario Oficial.
La Corporación Cultural Amereida, fue creada en el año 1998.